# برايان جونز (مستكشف)
برايان جونز (بالإنجليزية: Brian Jones)‏ (و. 1947 – م) هو مستكشف، وطيار، وعسكري، من المملكة المتحدة، ولد في بريستول.

## الخدمة العسكرية
خدم في سلاح الجو الملكي.

## جوائز
حصل على جوائز منها:
- الوسام الأولمبي
- جائزة حرمون [الإنجليزية]‏.

## روابط خارجية
- برايان جونز على موقع أوليمبيديا (الإنجليزية)